# Luis de Villanueva Domínguez
Luis de Villanueva Domínguez (Madrid 1941 - 28 de septiembre de 2009) fue un arquitecto y urbanista español, investigador y miembro de la sociedad para el Análisis e Intervención en el Patrimonio Arquitectónico (AIPA), profesor (catedrático de la Escuela Técnica Superior de Arquitectura de Madrid (ETSAM) de la Universidad Politécnica de Madrid), gestor (vicerrector de la Universidad Politécnica de Madrid). Autor de diversos estudios de la arquitectura clásica en lo referente al uso de morteros. Centra sus estudios en la investigación sobre restauración arquitectónica.

## Biografía
Se doctoró en julio de 1976 y años después obtiene la cátedra del Departamento de "Materiales de Construcción". Logra el puesto de profesor de la Escuela Técnica de Arquitectura de Madrid en el año 1978. Logra puestos ejecutivos como vicerrector de la Universidad Politécnica de Madrid. Especializa su carrera en el empleo de yesos como material constructivo (del que escribe un manual en colaboración con Alfonso García Santos). Dirige varias tesis doctorales. Entre sus intervenciones restauradoras destaca la realizada en la Iglesia de los Santos Justo y Pastor y la de Santiago en Sepúlveda, o el convento de las Clarisas en Chinchón, de donde era vecino.